# Rocas Alijos
De Rocas Alijos is een groep kleine, onherbergzame rotseilanden in de Grote Oceaan, 300 kilometer uit de kust van Mexico. Ze bevinden zich op 24°57'31"N, 115°44'59"W. Bestuurlijk gezien horen de Rocas Alijos bij de gemeente Comondú van de Mexicaanse deelstaat Zuid-Neder-Californië.
De groep bestaat uit drie grote rotsen, en een aantal kleinere. De grootste is 34 meter hoog en heeft een diameter van 14 meter.
De rotsen zijn het eerst afgebeeld op een kaart uit 1598. De eerste beschrijving van de rotsen is van de piraat John Clipperton uit 1704.